# Дубровенски рејон
Дубровенски рејон (блр. Дубровенскі раён; рус. Дубровенский район) административна је јединица другог нивоа на крајњем југоистоку Витепске области у Републици Белорусији.
Административни центар рејона је град Дубровна.

## Географија
Дубровенски рејон обухвата територију површине 1.249,7 км² и на 19. је месту је по површини међу рејонима Витепске области. Граничи се са Оршанским и Љозненским рејонима (Витепска област) на западу и северозападу, са Горкијским рејоном Могиљевске области на југу, док је на истоку Смоленска област Руске Федерације.
Највећи део рејона је у рељефном погледу заравњено подручје, изузев на крајњем истоку где је нешто издигнутије Смоленско побрђе. Најважније реке су Дњепар и Лучоса (притока Западне Двине).
Клима је умереноконтинентална са јануарским просеком температура ваздуха од -8 °C, односно јулским од 17,8 °C. Годишња сума падавина је 618 мм.
Под шумама је око 20%, док око 62% чини обрадиво земљиште. Важне су залихе тресета, посебно на подручју исушене Осовинске мочваре где се тресет експлоатише још од 1918. године.

## Историја
Рејон је основан 17. јула 1924. као део тадашњег Оршанског округа, у чијим границама се налазио до 1930. године. Делом Витепске области постаје 15. јануара 1938. године.
Привремено је расформиран крајем децембра 1962, а његово подручје прсаједињено Оршанском рејону. Поново је успостављен 6. јануара 1965. и то у садашњим границама.

## Демографија
Према резултатима пописа из 2009. на том подручју стално је било насељено 16.974 становника или у просеку 13,58 ст/км².
| 1959.  | 1970.  | 1979.  | 1989.  | 1999.  | 2009.  |
| ------ | ------ | ------ | ------ | ------ | ------ |
| 38.839 | 32.804 | 28.593 | 25.859 | 23.674 | 16.974 |

Основу популације чине Белоруси са 93,72%, а следе Руси са 4,94%. Остали чине 1,34% популације.
Административно, рејон је подељен на подручје града Дубровне која је уједно и административни центар, те на 9 сеоских општина. На територији рејона постоји укупно 148 насељених места. 

## Саобраћај
Преко територије овог рејона пролази важан аутопут на релацији Брест—Москва, као и железничка линија у истом правцу.